# UEFA Europa League 2016-2017 (fase a eliminazione diretta)
La fase a eliminazione diretta della UEFA Europa League 2016–2017 si disputa tra il 16 febbraio 2017 e l'11 maggio 2017. Partecipano a questa fase della competizione 32 club: le due semifinaliste vincenti si sfidano nella finale di Solna (Svezia) del 24 maggio 2017.

## Date
| Fase                        | Turno                | Sorteggio                              | Andata           | Ritorno          |
| --------------------------- | -------------------- | -------------------------------------- | ---------------- | ---------------- |
| Fase a eliminazione diretta | Sedicesimi di finale | 12 dicembre 2016, ore 13:00 CET (Nyon) | 16 febbraio 2017 | 23 febbraio 2017 |
| Fase a eliminazione diretta | Ottavi di finale     | 24 febbraio 2017, ore 13:00 CET (Nyon) | 9 marzo 2017     | 16 marzo 2017    |
| Fase a eliminazione diretta | Quarti di finale     | 17 marzo 2017, ore 13:00 CET (Nyon)    | 13 aprile 2017   | 20 aprile 2017   |
| Fase a eliminazione diretta | Semifinali           | 21 aprile 2017, ore 13:00 CEST (Nyon)  | 4 maggio 2017    | 11 maggio 2017   |
| Finale                      | Finale               | 21 aprile 2017, ore 13:00 CEST (Nyon)  | 24 maggio 2017   | 24 maggio 2017   |

## Squadre
| Legenda                                           | Legenda                | Legenda               | Legenda                         |
| ------------------------------------------------- | ---------------------- | --------------------- | ------------------------------- |
| Le due semifinaliste vincenti disputano la finale |                        |                       |                                 |
| I club sconfitti ai sedicesimi di finale,         | agli ottavi di finale, | ai quarti di finale e | nelle semifinali sono eliminati |

| Squadre             | Coeff  |
| ------------------- | ------ |
| Tottenham           | 74.256 |
| Olympique Lione     | 63.049 |
| Borussia M'gladbach | 42.035 |
| Beşiktaş            | 34.920 |
| Legia Varsavia      | 28.000 |
| Ludogorec           | 25.625 |
| Copenaghen          | 24.720 |
| Rostov              | 11.716 |

| Squadre               | Coeff  |
| --------------------- | ------ |
| Schalke 04            | 96.035 |
| Zenit San Pietroburgo | 93.216 |
| Manchester Utd        | 82.256 |
| Šachtar               | 81.976 |
| Athletic Bilbao       | 75.142 |
| Olympiacos            | 70.940 |
| Villarreal            | 60.142 |
| Ajax                  | 58.112 |

| Squadre      | Coeff  |
| ------------ | ------ |
| Fiorentina   | 57.087 |
| Anderlecht   | 54.000 |
| AZ Alkmaar   | 43.612 |
| Roma         | 41.587 |
| Fenerbahçe   | 40.920 |
| Sparta Praga | 40.585 |
| PAOK         | 37.440 |
| Genk         | 36.000 |

| Squadre            | Coeff  |
| ------------------ | ------ |
| APOEL              | 35.935 |
| Saint-Étienne      | 26.049 |
| Gent               | 25.000 |
| Krasnodar          | 24.216 |
| Celta Vigo         | 21.142 |
| Astra Giurgiu      | 11.076 |
| Ankaraspor         | 6.920  |
| Hapoel Be'er Sheva | 4.725  |

## Sorteggio
Il sorteggio dei sedicesimi di finale si è tenuto alle ore 13:00 del 12 dicembre a Nyon.[6]
Le squadre vengono suddivise in due urne: una contenente le vincitrici dei gironi e le quattro squadre provenienti dalla fase a gruppi della UEFA Champions League con il punteggio migliore, l'altra contenente le seconde classificate dei gironi e le quattro squadre provenienti dalla fase a gruppi della UEFA Champions League con il punteggio peggiore.
Le squadre provenienti dallo stesso girone o dallo stesso paese non possono affrontarsi, così come, a seguito di una decisione del Comitato Esecutivo UEFA, le squadre di Russia e Ucraina.
Le vincitrici dei gironi disputano in trasferta la partita di andata il 16 febbraio, per poi giocare in casa il ritorno il 23 febbraio.
| Gruppo   | Testa di serie        | Non testa di serie      |
| -------- | --------------------- | ----------------------- |
| A        | Fenerbahçe            | Manchester Utd          |
| B        | APOEL                 | Olympiacos              |
| C        | Saint-Étienne         | Anderlecht              |
| D        | Zenit San Pietroburgo | AZ Alkmaar              |
| E        | Roma                  | Astra Giurgiu           |
| F        | Genk                  | Athletic Bilbao         |
| G        | Ajax                  | Celta Vigo              |
| H        | Šachtar               | Gent                    |
| I        | Schalke 04            | Krasnodar               |
| J        | Fiorentina            | PAOK                    |
| K        | Sparta Praga          | Hapoel Be'er Sheva      |
| L        | Ankaraspor            | Villarreal              |
| (UCL FG) | Copenaghen (G)        | Rostov (D)              |
| (UCL FG) | Olympique Lione (H)   | Borussia M'gladbach (C) |
| (UCL FG) | Tottenham (E)         | Legia Varsavia (F)      |
| (UCL FG) | Beşiktaş (B)          | Ludogorec (A)           |

## Risultati

### Sedicesimi di finale

#### Andata
| Arbitro: | Ivan Kružliak |

|             |           |  |
| Claesson 4’ | Marcatori |  |

| Arbitro: | Svein Oddvar Moen |

|                      |           |                           |
| Budescu 43’ Seto 90’ | Marcatori | 25’ Castagne 83’ Trossard |

| Arbitro: | Bobby Madden |

|                        |           |                                              |
| Jahanbakhsh 68’ (rig.) | Marcatori | 26’ Tousart 45+2’, 57’ Lacazette 90+5’ Ferri |

| Arbitro: | Jesús Gil Manzano |

|  |           |                  |
|  | Marcatori | 44’ Bernardeschi |

| Arbitro: | Gediminas Mažeika |

|  |           |                    |
|  | Marcatori | 27’ Blanco Leschuk |

| Arbitro: | Benoît Bastien |

|            |           |  |
| Perbet 59’ | Marcatori |  |

| Arbitro: | Ivan Bebek |

|            |           |                                   |
| Keșerü 81’ | Marcatori | 2’ (aut.) Anicet Abel 53’ Toutouh |

| Il Pireo 16 febbraio 2017, ore 19:00 CET | Olympiacos   | 0 – 0 referto | Osmanlıspor | Stadio Geōrgios Karaiskakīs (24 478 spett.)\| Arbitro: \| Ruddy Buquet \| |
| Arbitro:                                 | Ruddy Buquet |               |             |                                                                           |

| Arbitro: | Bas Nijhuis |

|                                           |           |  |
| Mevlja 15’ Poloz 38’ Noboa 40’ Azmoun 68’ | Marcatori |  |

| Arbitro: | Michael Oliver |

|                    |           |  |
| Acheampong 5’, 31’ | Marcatori |  |

| Arbitro: | Jonas Eriksson |

|                                                 |           |                           |
| Merkīs 38’ (aut.) Aritz Aduriz 61’ Williams 72’ | Marcatori | 36’ Efraim 89’ Gianniōtas |

| Arbitro: | Martin Atkinson |

|           |           |                                                      |
| Barda 44’ | Marcatori | 42’ (aut.) William Soares 60’ Tosun 90+3’ Hutchinson |

| Varsavia 16 febbraio 2017, ore 21:05 CET | Legia Varsavia           | 0 – 0 referto | Ajax | Pepsi Arena (28 742 spett.)\| Arbitro: \| David Fernández Borbalán \| |
| Arbitro:                                 | David Fernández Borbalán |               |      |                                                                       |

| Arbitro: | Pavel Královec |

|                                  |           |  |
| Ibrahimović 15’, 75’, 88’ (rig.) | Marcatori |  |

| Arbitro: | Javier Estrada Fernández |

|  |           |                                         |
|  | Marcatori | 27’ Burgstaller 81’ Meyer 89’ Huntelaar |

| Arbitro: | Danny Makkelie |

|  |           |                                          |
|  | Marcatori | 32’ Emerson Palmieri 65’, 79’, 86’ Džeko |

#### Ritorno
| Arbitro: | Luca Banti |

|            |           |                     |
| Schöpf 23’ | Marcatori | 25’ (aut.) Nastasić |

| Arbitro: | Paweł Raczkowski |

|           |           |           |
| Souza 41’ | Marcatori | 7’ Smolov |

| Arbitro: | Deniz Aytekin |

|  |           |                |
|  | Marcatori | 17’ Mxit'aryan |

| Arbitro: | István Vad |

|  |           |                                        |
|  | Marcatori | 47’, 86’ Ansarifard 70’ T. Elyounoussi |

| Arbitro: | Matej Jug |

|                              |           |              |
| Aboubakar 17’ Cenk Tosun 87’ | Marcatori | 64’ Nwakaeme |

| Arbitro: | Felix Zwayer |

|  |           |           |
|  | Marcatori | 15’ Borré |

| Arbitro: | Anastasios Sidīropoulos |

|                              |           |                  |
| Giuliano 24’, 78’ Dzjuba 72’ | Marcatori | 90’ Kiese Thelin |

| Arbitro: | Anthony Taylor |

|               |           |  |
| Viergever 49’ | Marcatori |  |

| Arbitro: | Vladislav Bezborodov |

|                                    |           |  |
| Sōtīriou 46’ Gianniōtas 54’ (rig.) | Marcatori |  |

| Arbitro: | Aljaksej Kul'bakoŭ |

|                                                                 |           |            |
| Fekir 5’, 27’, 78’ Cornet 17’ Darder 34’ Aouar 87’ Diakhaby 89’ | Marcatori | 26’ García |

| Arbitro: | Artur Soares Dias |

|                                 |           |                                                |
| N. Kalinić 16’ Borja Valero 29’ | Marcatori | 44’ (rig.), 47’, 55’ Stindl 60’ A. Christensen |

| Arbitro: | Hüseyin Göçek |

|              |           |           |
| Karavaev 84’ | Marcatori | 13’ Poloz |

| Arbitro: | Manuel de Sousa |

|                         |           |                            |
| Eriksen 10’ Wanyama 61’ | Marcatori | 20’ (aut.) Kane 82’ Perbet |

| Arbitro: | Slavko Vinčić |

|  |           |                                |
|  | Marcatori | 90+1’ (rig.) Aspas 108’ Cabral |

| Copenaghen 23 febbraio 2017, ore 21:05 CET | Copenaghen       | 0 – 0 referto | Ludogorec | Parken Stadium (17 064 spett.)\| Arbitro: \| Miroslav Zelinka \| |
| Arbitro:                                   | Miroslav Zelinka |               |           |                                                                  |

| Arbitro: | Serdar Gözübüyük |

|             |           |  |
| Pozuelo 67’ | Marcatori |  |

#### Tabella riassuntiva
| Squadra 1           | Totale     | Squadra 2             | Andata | Ritorno     |
| ------------------- | ---------- | --------------------- | ------ | ----------- |
| Athletic Bilbao     | 3 - 4      | APOEL                 | 3 - 2  | 0 - 2       |
| Legia Varsavia      | 0 - 1      | Ajax                  | 0 - 0  | 0 - 1       |
| Anderlecht          | 3 - 3 (gt) | Zenit San Pietroburgo | 2 - 0  | 1 - 3       |
| Astra Giurgiu       | 2 - 3      | Genk                  | 2 - 2  | 0 - 1       |
| Manchester Utd      | 4 - 0      | Saint-Étienne         | 3 - 0  | 1 - 0       |
| Villarreal          | 1 - 4      | Roma                  | 0 - 4  | 1 - 0       |
| Ludogorec           | 1 - 2      | Copenaghen            | 1 - 2  | 0 - 0       |
| Celta Vigo          | 2 - 1      | Šachtar               | 0 - 1  | 2 - 0 (dts) |
| Olympiacos          | 3 - 0      | Ankaraspor            | 0 - 0  | 3 - 0       |
| Gent                | 3 - 2      | Tottenham             | 1 - 0  | 2 - 2       |
| Rostov              | 5 - 1      | Sparta Praga          | 4 - 0  | 1 - 1       |
| Krasnodar           | 2 - 1      | Fenerbahçe            | 1 - 0  | 1 - 1       |
| Borussia M'gladbach | 4 - 3      | Fiorentina            | 0 - 1  | 4 - 2       |
| AZ Alkmaar          | 2 - 11     | Olympique Lione       | 1 - 4  | 1 - 7       |
| Hapoel Be'er Sheva  | 2 - 5      | Beşiktaş              | 1 - 3  | 1 - 2       |
| PAOK                | 1 - 4      | Schalke 04            | 0 - 3  | 1 - 1       |

### Ottavi di finale

#### Andata
| Arbitro: | Artur Soares Dias |

|                       |           |             |
| Falk 1’ Cornelius 60’ | Marcatori | 32’ Dolberg |

| Arbitro: | Felix Zwayer |

|              |           |                |
| Bucharov 53’ | Marcatori | 35’ Mxit'aryan |

| Arbitro: | Manuel de Sousa |

|  |           |             |
|  | Marcatori | 29’ Stanciu |

| Arbitro: | Paolo Tagliavento |

|                           |           |                                                           |
| Kalu 27’ K. Coulibaly 61’ | Marcatori | 21’ Malinovs'kyj 33’ Colley 41’, 72’ Samatta 45+2’ Uronen |

| Arbitro: | Danny Makkelie |

|               |           |               |
| Cambiasso 36’ | Marcatori | 53’ Aboubakar |

| Arbitro: | Anthony Taylor |

|                                                   |           |                     |
| Diakhaby 8’ Tolisso 47’ Fekir 74’ Lacazette 90+2’ | Marcatori | 20’ Salah 33’ Fazio |

| Arbitro: | Björn Kuipers |

|                 |           |                |
| Burgstaller 25’ | Marcatori | 15’ J. Hofmann |

| Arbitro: | Craig Thomson |

|                      |           |              |
| Wass 50’ Beauvue 90’ | Marcatori | 56’ Claesson |

#### Ritorno
| Arbitro: | Alberto Undiano Mallenco |

|              |           |                |
| Castagne 20’ | Marcatori | 84’ Verstraete |

| Arbitro: | Michael Oliver |

|                                        |           |                 |
| Aboubakar 10’ Babel 22’, 75’ Tosun 84’ | Marcatori | 31’ Elyounoussi |

| Arbitro: | Ruddy Buquet |

|  |           |                     |
|  | Marcatori | 52’ Mallo 80’ Aspas |

| Arbitro: | Ivan Kružliak |

|                                 |           |  |
| Traoré 23’ Dolberg 45+3’ (rig.) | Marcatori |  |

| Arbitro: | Gediminas Mažeika |

|          |           |  |
| Mata 70’ | Marcatori |  |

| Arbitro: | Viktor Kassai |

|                                  |           |              |
| Strootman 17’ Tousart 60’ (aut.) | Marcatori | 16’ Diakhaby |

| Arbitro: | Mark Clattenburg |

|                              |           |                                  |
| Christensen 26’ Dahoud 45+2’ | Marcatori | 54’ Goretzka 68’ (rig.) Bentaleb |

| Arbitro: | Aljaksej Kul'bakoŭ |

|                |           |  |
| Acheampong 65’ | Marcatori |  |

#### Tabella riassuntiva
| Squadra 1       | Totale     | Squadra 2           | Andata | Ritorno |
| --------------- | ---------- | ------------------- | ------ | ------- |
| Celta Vigo      | 4 - 1      | Krasnodar           | 2 - 1  | 2 - 0   |
| APOEL           | 0 - 2      | Anderlecht          | 0 - 1  | 0 - 1   |
| Schalke 04      | 3 - 3 (gt) | Borussia M'gladbach | 1 - 1  | 2 - 2   |
| Olympique Lione | 5 - 4      | Roma                | 4 - 2  | 1 - 2   |
| Rostov          | 1 - 2      | Manchester Utd      | 1 - 1  | 0 - 1   |
| Olympiacos      | 2 - 5      | Beşiktaş            | 1 - 1  | 1 - 4   |
| Gent            | 3 - 6      | Genk                | 2 - 5  | 1 - 1   |
| Copenaghen      | 2 - 3      | Ajax                | 2 - 1  | 0 - 2   |

### Quarti di finale

#### Andata
| Arbitro: | Sergej Gennad'evič Karasëv |

|                          |           |  |
| Klaassen 23’ (rig.), 52’ | Marcatori |  |

| Arbitro: | Felix Brych |

|                |           |                |
| Dendoncker 86’ | Marcatori | 37’ Mxit'aryan |

| Arbitro: | Clément Turpin |

|                                  |           |                        |
| Sisto 15’ Aspas 18’ Guidetti 38’ | Marcatori | 10’ Boëtius 67’ Buffel |

| Arbitro: | Antonio Mateu Lahoz |

|                       |           |           |
| Tolisso 83’ Morel 85’ | Marcatori | 15’ Babel |

#### Ritorno
| Arbitro: | Milorad Mažić |

|                                                                                 |                      |                                                               |
| Talisca 27’, 58’                                                                | Marcatori            | 34’ Lacazette                                                 |
| Babel Cenk Tosun Hutchinson Tolgay Arslan Talisca Necip Uysal D. Tošić Mitrović | Tiri di rigore 6 – 7 | Fekir Tolisso Ghezzal Rybus Valbuena Diakhaby Jallet Gonalons |

| Arbitro: | William Collum |

|              |           |           |
| Trossard 67’ | Marcatori | 63’ Sisto |

| Arbitro: | Alberto Undiano Mallenco |

|                              |           |           |
| Mxit'aryan 10’ Rashford 107’ | Marcatori | 32’ Hanni |

| Arbitro: | Ovidiu Hațegan |

|                                             |           |                            |
| Goretzka 53’ Burgstaller 56’ Caligiuri 101’ | Marcatori | 111’ Viergever 120’ Younes |

#### Tabella riassuntiva
| Squadra 1       | Totale          | Squadra 2      | Andata | Ritorno     |
| --------------- | --------------- | -------------- | ------ | ----------- |
| Anderlecht      | 2 - 3           | Manchester Utd | 1 - 1  | 1 - 2 (dts) |
| Celta Vigo      | 4 - 3           | Genk           | 3 - 2  | 1 - 1       |
| Ajax            | 4 - 3           | Schalke 04     | 2 - 0  | 2 - 3 (dts) |
| Olympique Lione | 3 - 3 (7-6 dcr) | Beşiktaş       | 2 - 1  | 1 - 2 (dts) |

### Semifinali

#### Andata
| Arbitro: | Gianluca Rocchi |

|                                        |           |              |
| Traoré 25’, 71’ Dolberg 34’ Younes 49’ | Marcatori | 66’ Valbuena |

| Arbitro: | Sergej Gennad'evič Karasëv |

|  |           |              |
|  | Marcatori | 67’ Rashford |

#### Ritorno
| Arbitro: | Ovidiu Hațegan |

|              |           |               |
| Fellaini 17’ | Marcatori | 85’ Roncaglia |

| Arbitro: | Szymon Marciniak |

|                                         |           |             |
| Lacazette 45’ (rig.), 45+1’ Ghezzal 81’ | Marcatori | 27’ Dolberg |

#### Tabella riassuntiva
| Squadra 1  | Totale | Squadra 2       | Andata | Ritorno |
| ---------- | ------ | --------------- | ------ | ------- |
| Ajax       | 5 - 4  | Olympique Lione | 4 - 1  | 1 - 3   |
| Celta Vigo | 1 - 2  | Manchester Utd  | 0 - 1  | 1 - 1   |

### Finale
| Arbitro: | Damir Skomina |

|  |           |                          |
|  | Marcatori | 18’ Pogba 48’ Mxit'aryan |

| Squadra 1 | Risultato | Squadra 2      |
| --------- | --------- | -------------- |
| Ajax      | 0 - 2     | Manchester Utd |